# Giurgiului (stație de metrou)
Giurgiului este o stație planificată de metrou din București. Se va afla în Sectorul 4, pe Șoseaua Giurgiului.